# Carabiniere (F 593)
Carabiniere (F 593) je protiponorková fregata Italského námořnictva, která je v aktivní službě od roku 2015. Jedná se o fregatu třídy Carlo Bergamini.

## Stavba lodi
Dne 29. března 2014 se v továrnách Fincantieri v La Spezii uskutečnilo slavnostní spuštění lodi za přítomnosti ministryně obrany Roberty Pinottiové, náčelníka generálního štábu admirála Luigiho Binelliho Mantelliho, náčelníka štábu námořního týmu admirála Giuseppeho De Giorgiho, generálního velitele generálního sboru karabiniérů Leonarda Gallitelliho a prezidenta regionu Ligurie Claudia Burlanda. Křest lodi provedla Liliana d'Acquisto, neteř zástupce brigádního generála Salva D'Acquista.

## Výzbroj
Carabiniere je vyzbrojena osmi vypouštěcími kontejnery pro čtyři protilodní střely Teseo Mk 2 a čtyři protiponorkové střely MILAS, jedním šestnáctinásobným vertikálním vypouštěcím zařízením Sylver A50 pro protiletadlové řízené střely Aster 15 nebo Aster 30. Dále je fregata Carabiniere vybavena jedním 127mm lodním kanónem Otobreda, dvěma 76mm lodními kanóny OTO Melara, dvěma dálkově ovládanými 25mm automatickými kanóny Oerlikon KBA a dvěma trojitými torpédomety pro 324mm torpéda MU90 Impact.

## Vrtulníky
Na zádi lodi se nachází přistávací plocha s hangárem pro dva střední vrtulníky NHIndustries NH90 nebo jeden střední vrtulník NH90 a jeden vrtulník EH-101, který je vyzbrojen torpédy MU90 Impact nebo protilodními střelami Marte.

## Galerie

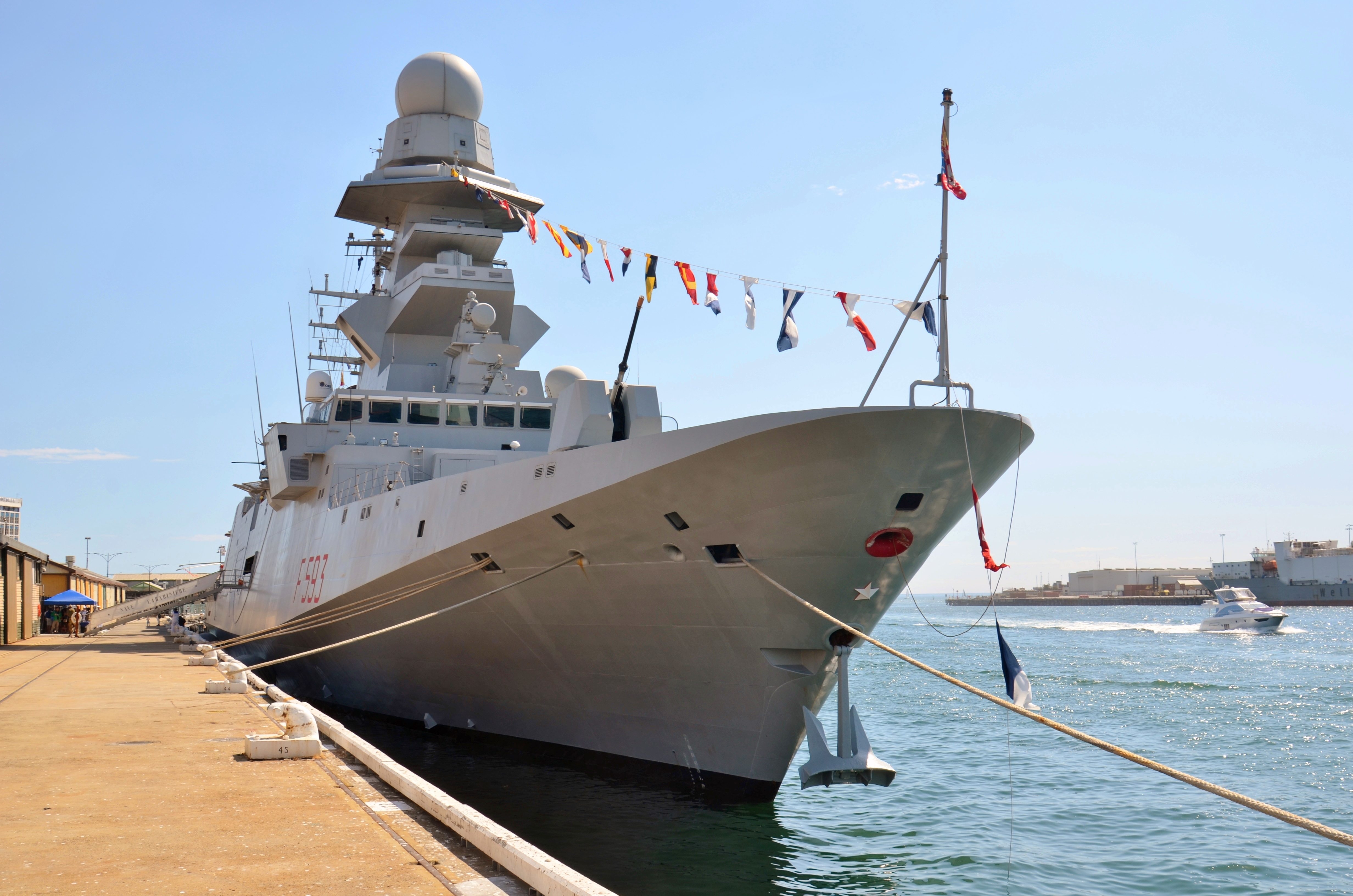
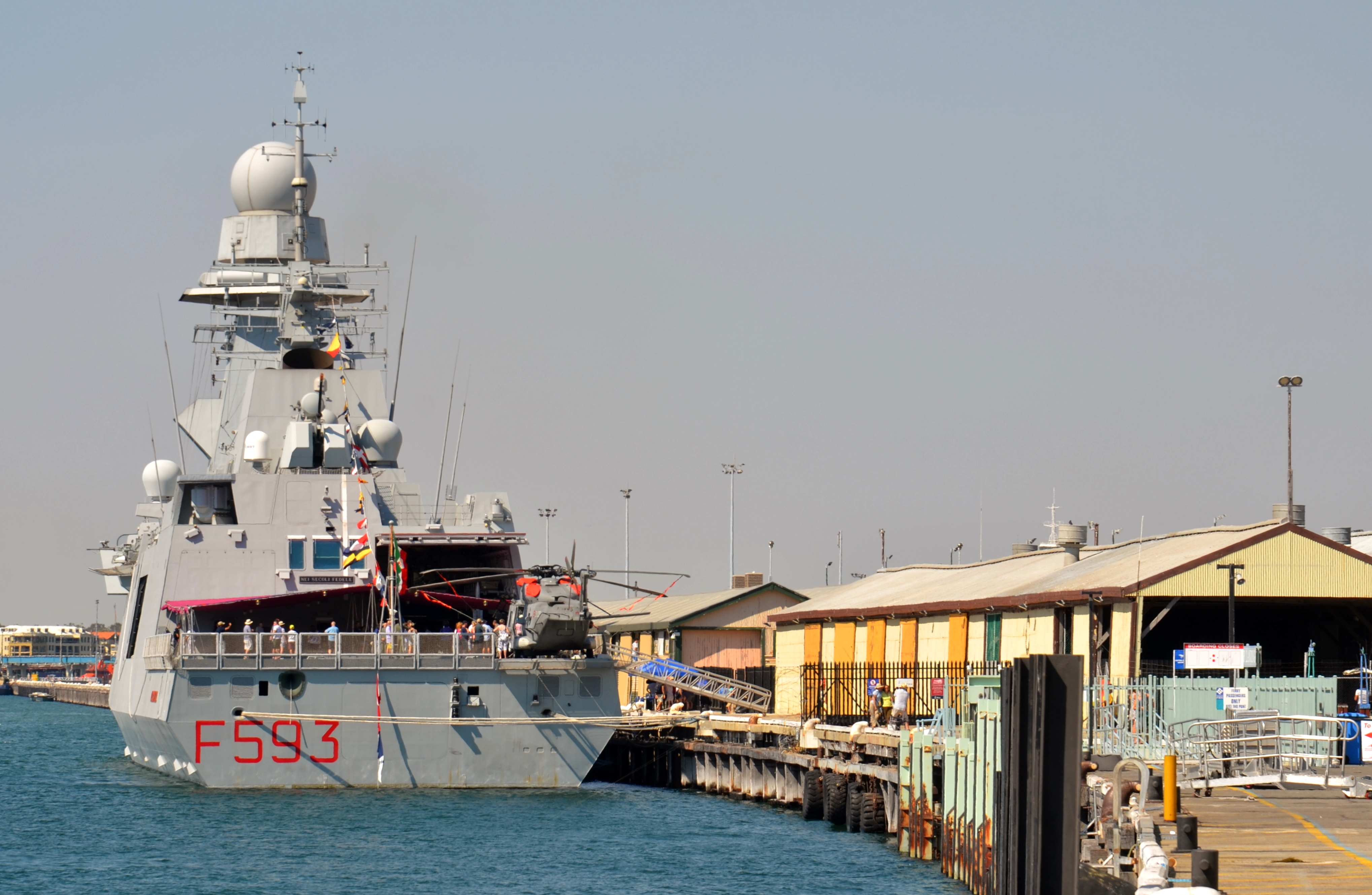
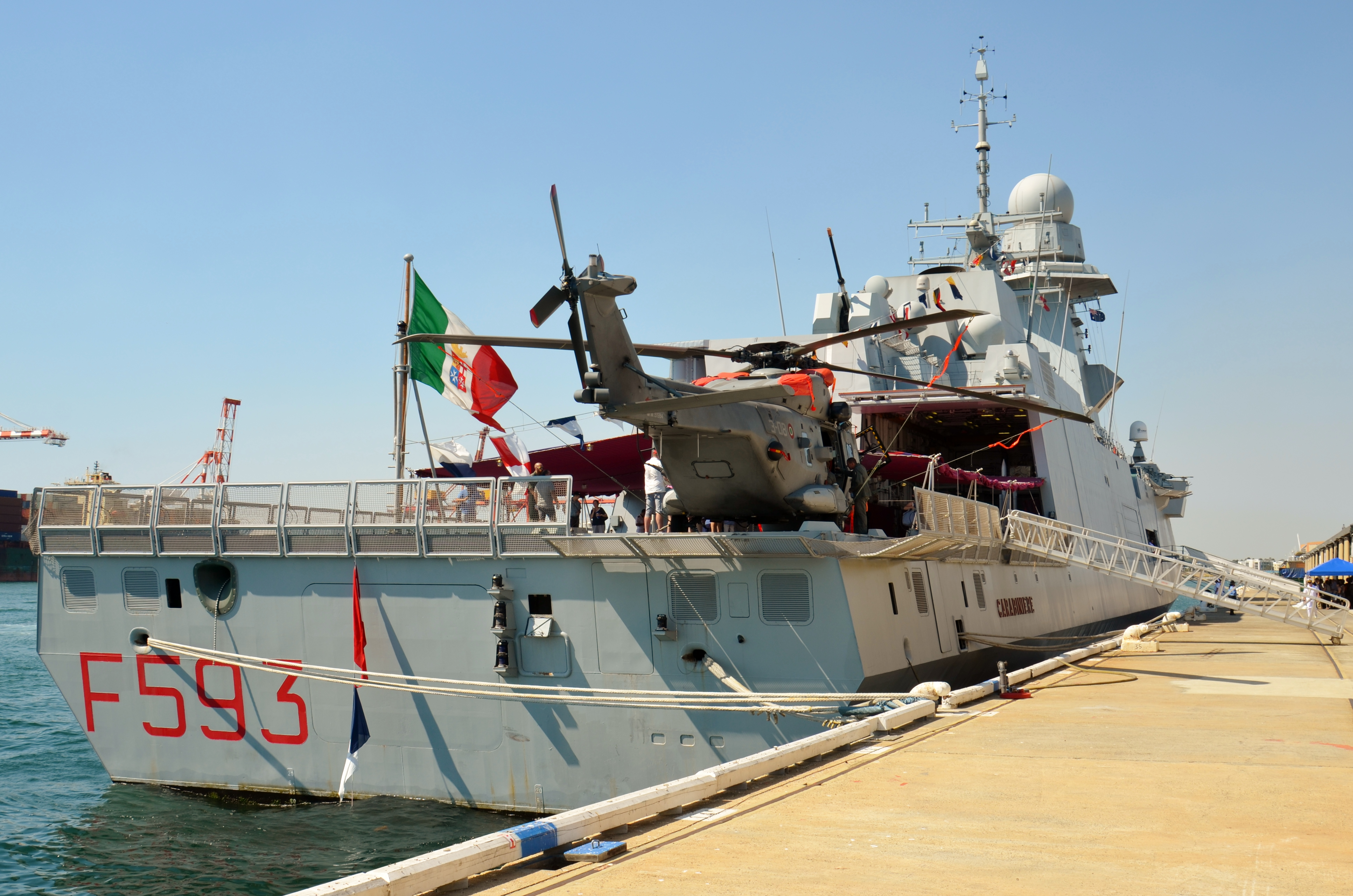
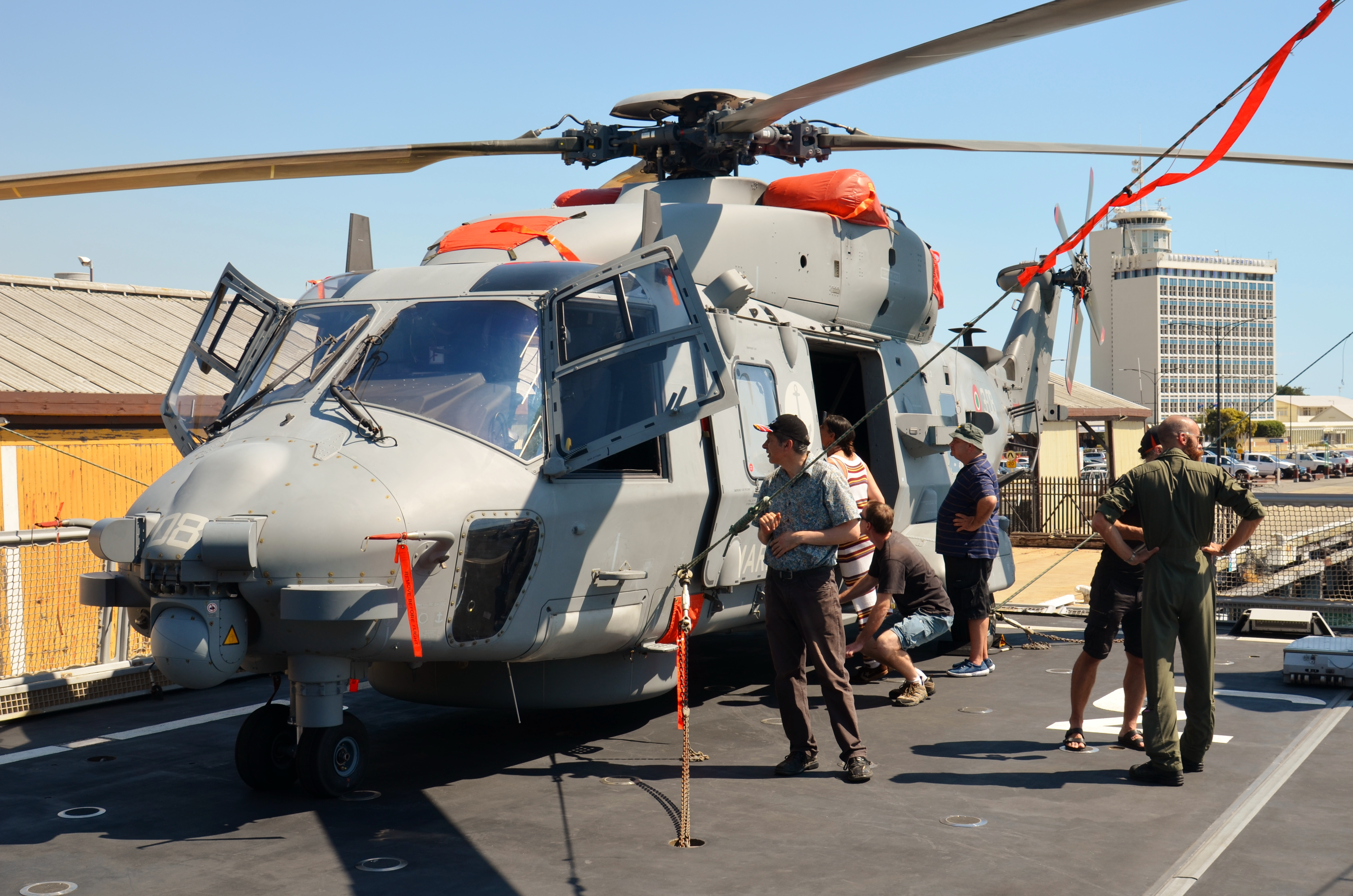